# Questionnaire SCOFF
Le questionnaire SCOFF utilise un acronyme pour faire référence aux cinq principaux points abordés dans le test, conçu pour une utilisation par des non-professionnels, pour évaluer la présence éventuelle d'un trouble alimentaire. La SCOFF a été développé en 1999, par Morgan et al., en Angleterre. L’objectif des auteurs était de développer une échelle fiable, simple et rapide permettant de repérer les sujets à risque et atteints de TCA, pour le dépistage et l’utilisation épidémiologique. Le questionnaire SCOFF a été testé et validé dans une population de patientes atteintes de TCA et un groupe contrôle. Cette étude a montré une sensibilité de 100 % et une spécificité de 87,5 %. Ces résultats ont été confirmés par la suite, en médecine générale et scolaire ,. La SCOFF a été adopté comme un instrument de dépistage standard au Royaume-Uni.
Depuis lors, cette échelle a été traduite en espagnol , en catalan , en italien , en chinois , en allemand , en finlandais , hébreu , et retrouve une efficacité et une validité comparables aux études anglo-saxonnes. 
Une traduction française non validée est disponible , cependant, dans une étude épidémiologique, elle a mis en évidence une prévalence élevée des TCA dans une population étudiante , posant la question d’une éventuelle surestimation liée à des questions de concordance sémantique imparfaite. L’adaptation culturelle, à la langue et à la culture française et l'étude de validation ont  été faites par Garcia et al.  dans un premier temps dans une population d’étudiants universitaires, atteints et non atteints d’un trouble de conduites alimentaires. Dans cette étude la meilleure valeur seuil du SCOFF-F (SCOFF-Française) était de deux ou plusieurs réponses positives. Pour un seuil supérieur ou égal à deux, la sensibilité du SCOFF-F était de 94,6 % et la spécificité de 94,8 % et l’aire sous la courbe mesurée est égale à 96,2 %. La valeur prédictive négative (VPN) est de 99 % et la valeur prédictive positive (VPP) de 65 %. Cette étude a démontré que la version française du questionnaire SCOFF est fiable et précise pour la détection des femmes avec un TCA dans une population d’étudiants à risque pour un TCA.
Dans un deuxième temps les caractéristiques psychométriques ont été évaluées dans une population de patients atteints d’un TCA, pour évaluer la fiabilité de la version française de l’échelle SCOFF pour le dépistage des TCA dans une population à haut risque d’un TCA . Cette étude montre qu'avec une valeur seuil d’au moins deux questions positives, la sensibilité, la spécificité, et la surface sur la courbe du questionnaire SCOFF-F sont de 94,6 %, 94,7 % et 97,9 % respectivement. Le coefficient Kappa de Cohen entre le SCOFF-F et la MINI est de 89 %. Les résultats de cette étude confirment la fiabilité de l’échelle SCOFF-F pour le dépistage et facilitation du diagnostic des troubles de la conduite alimentaire chez une population de patientes francophones dans un contexte clinique. La SCOFF-F peut ainsi, être utilisé comme une pour les cliniciens ou un outil pour réduire l’intervalle jusqu’au le diagnostic et par conséquent améliorer le pronostic des TCA.

## Notation
Un point est attribué pour chaque "oui" ; un score supérieur à deux (≥2) indique un possible cas d'anorexie mentale ou de boulimie.